# Fondation Maeght
Fondation Maeght er et moderne kunstmuseum beliggende ved Saint-Paul de Vence i Provence i Frankrig, omtrent 12 km vest for Nice.
Blandt de mest kendte kunstnere er Pablo Picasso, Fernand Léger, Joan Miró, Wassily Kandinsky, Marc Chagall m.fl.

## Ekstern henvisning
- Wikimedia Commons har flere filer relateret til Fondation Maeght
- Fondation Maeght´s hjemmeside Arkiveret 27. maj 2008 hos  Wayback Machine

43°42′04″N 07°06′54″Ø / 43.70111°N 7.11500°Ø